# Comunitat de municipis del Yeun Elez
La Comunitat de municipis del Yeun Elez (CCYE) (en bretó Kumuniezh kumunioù ar Yeun Elez) és una estructura intercomunal francesa, situada al département del Finisterre a la regió Bretanya, dins el país de Centre Oest Bretanya. Té una extensió de 233,7 kilòmetres quadrats i una població de 4.492 habitants (2006).

## Composició
Agrupa 8 comunes :
1. Loqueffret
2. Botmeur
3. Brasparts
4. Brennilis
5. La Feuillée
6. Lopérec
7. Plouyé
8. Saint-Rivoal